# حناء خان
حناء خان (بالإنجليزية: Hina Khan) (من مواليد 2 أكتوبر 1987) ممثلة تليفزيونية هندية وهي معروفة للعب أكشارا في مسلسل يه ريشتا كيا كيلاتا هاي وظهورها في دور كوموليكا تشوبي في مسلسل لكنه لي (كاسوتي زينداي كاي). شاركت في برنامج الواقع بيغ بوس 11 وظهرت كأول عداء في عام 2017.

## نشأتها
ولدت حناء في 2 أكتوبر 1987 لأسلم خان في سري نكر، جامو وكشمير. وهي تنتمي إلى عائلة مكونة من 4 أفراد - والديها وشقيقها الأصغر عامر خان صاحب شركة وكالة سفريات. أكملت درجة الماجستير في إدارة الأعمال (MBA) في عام 2009م.

## وصلات خارجية
- حناء خان على موقع IMDb (الإنجليزية)
- حناء خان على موقع قاعدة بيانات الأفلام العربية